# Scott Wilson (acteur)
Pour les articles homonymes, voir Scott Wilson et Wilson.
Scott Wilson, nom de scène de William Delano Wilson, est un acteur américain né le 29 mars 1942 à Atlanta (Géorgie, États-Unis) et mort le 6 octobre 2018 à Los Angeles en Californie.

## Biographie

### Enfance
Wilson est né dans la petite ville de Thomasville en Géorgie. Il a fait ses débuts à l'écran en jouant des personnages soupçonnés de meurtre dans ses trois premiers films. Dans son premier film, Wilson incarne le suspect d'un meurtre dans Dans la chaleur de la nuit (1967). Son rôle suivant, la même année, fut De sang-froid, adapté du livre du même nom de Truman Capote. Wilson interprétait le meurtrier Richard Hickock, tandis que Robert Blake jouait son partenaire, Perry Smith.
Le réalisateur Richard Brooks avait choisi Wilson et Blake pour les rôles principaux car ils étaient inconnus à l’époque. Le réalisateur a travaillé avec des acteurs plus connus, notamment Steve McQueen et Paul Newman. Wilson expliqua plus tard les motivations du casting de Brooks : « Brooks a embauché deux « inconnus  » et il voulait que cela reste ainsi. Nous avons été traités comme deux tueurs qu'il avait en quelque sorte rencontrés ». Wilson s'est rendu à Sparta dans l'Illinois (où le film avait été tourné) le 15 mars 2014 pour célébrer le 175e anniversaire de la ville.
Le film a valu à Wilson une apparition sur la couverture du magazine Life le 12 mai 1967. Wilson n'avait que 25 ans à l'époque. Sur la couverture, Truman Capote se tient entre Wilson et Blake sur une autoroute vide du Kansas. La légende, Nightmare Revisited, apparaît avec eux sur la couverture. Wilson est apparu dans Gatsby le Magnifique en 1974 aux côtés de Robert Redford. Il a reçu une nomination au Golden Globe en 1980 pour le meilleur second rôle pour sa performance dans La Neuvième Configuration du réalisateur William Peter Blatty. Il a perdu le Golden Globe au profit de Timothy Hutton. En 1995, Wilson fut remarqué pour son rôle d'aumônier de prison dans La Dernière Marche, mettant en vedette Susan Sarandon et Sean Penn, d'après le livre du même nom de Sœur Helen Prejean.
La longue filmographie de Wilson inclut également Les parachutistes arrivent, L'Étoffe des héros, L'Année du soleil calme (film), Malone, un tueur en enfer, The Grass Harp, Junebug, The Host, Monster, Young Guns 2, Pearl Harbor (film), Le Grand Stan, Judge Dredd et la série de films Shaïlo et Derrière le masque. Wilson a tourné en Corée du Sud, au Japon et en Espagne. Il a joué un rôle récurrent dans plusieurs épisodes des Experts dans le rôle de Sam Braun, père de l’enquêtrice Catherine Willows (jouée par Marg Helgenberger). Braun a été tué dans l'épisode Built to Kill, Part 2. À l'automne 2011, il a également fait une apparition aux côtés de Laura Dern dans la série de HBO, Enlightened.
Wilson a été choisi comme vétérinaire, Hershel Greene, lors de la deuxième saison de The Walking Dead en juin 2011. Ce rôle lui a valu des critiques positives, notamment dans TV Guide qui indiquait qu'il avait apporté « des nuances subtiles d'humanité au personnage de Hershel Greene ». Wilson s'est vu offrir la possibilité de rejoindre la distribution de la série en se rendant en Géorgie pour rendre visite à sa mère, âgée de 97 ans. Il a décrit sa mère comme « une fan de la série ». Wilson quitte la série en décembre 2013.
Wilson a évoqué sa carrière dans une interview accordée à Rodney Ho pour le Access Atlanta, en 2011 : « Cela a toujours été le cas. Vous avez toujours été sec. À différents moments, vous recommencez. Si vous aimez, vous restez. C’est ce que je suis en train de faire. J’ai accompli plus que je ne l’aurais espéré. Je ne veux pas être une grande star de cinéma. Je peux être quelqu'un qui marche dans les rues et ne pas être assailli. Je veux être aussi bon acteur que je puisse être. Je m'efforce toujours d'être aussi bon que possible ». Wilson filmait des scènes pour The Walking Dead à Senoia en Géorgie lors de l'entretien. En 2014, Wilson a joué le rôle de Dr Guyot dans la série d'Amazon Bosch. En 2016, il est apparu dans la série Netflix The OA.

### Mort
Le 6 octobre 2018, il meurt des suites d'une leucémie à l'âge de 76 ans.

## Filmographie

### Cinéma

#### Films
- 1967 : Dans la chaleur de la nuit (In the Heat of the Night), de Norman Jewison : Harvey Oberst (suspecté de meurtre)
- 1967 : De sang-froid (In Cold Blood), de Richard Brooks : Richard Hickock
- 1969 : Un château en enfer (Castle Keep), de Sydney Pollack : Cpl. Clearboy
- 1969 : Les parachutistes arrivent (The Gypsy Moths), de John Frankenheimer : Malcolm Webson
- 1971 : Pas d'orchidées pour miss Blandish (The Grissom Gang), de Robert Aldrich : Slim Grissom
- 1972 : Les flics ne dorment pas la nuit (The New Centurions), de Richard Fleischer : Gus
- 1973 : Une fille nommée Lolly Madonna (Lolly-Madonna XXX) de Richard C. Sarafian : Thrush
- 1974 : Gatsby le magnifique (The Great Gatsby), de Jack Clayton : George Wilson, le garagiste
- 1976 : The Passover Plot : Judah
- 1979 : La Ilegal : officier de police
- 1980 : La Neuvième Configuration (The Ninth Configuration), de William Peter Blatty : capitaine Billy Cutshaw
- 1983 : L'Étoffe des héros (The Right Stuff), de Philip Kaufman : Scott Crossfield
- 1984 : L'Année du soleil calme (Rok spokojnego słońca), de Krzysztof Zanussi : Norman
- 1984 : Le Passeur (Río abajo) de José Luis Borau : Mitch
- 1985 : Vol d'enfer (The Aviator), de George Trumbull Miller : Jerry Stiller
- 1986 : Blue City : Perry Kerch
- 1987 : Malone, un tueur en enfer (Malone) : Paul Barlow
- 1989 : Johnny Belle Gueule (Johnny Handsome), de Walter Hill : Mikey Chalmette
- 1990 : La Cruz de Iberia : Johnson
- 1990 : Young Guns 2, de Geoff Murphy : gouverneur Lew Wallace
- 1990 : L'Exorciste III (The Exorcist III) : Dr Temple
- 1991 : Femme fatale (en) : Dr Beaumont
- 1991 : Danger public (Pure Luck), de Nadia Tass : Frank Grimes
- 1993 : Flesh and Bone, de Steven Kloves : Elliot
- 1993 : Geronimo (Geronimo: An American Legend), de Walter Hill : Redondo
- 1995 : Les Légendes de l'Ouest (Tall Tale) de Jeremiah S. Chechik : Zeb
- 1995 : Juge Dredd (Judge Dredd), de Danny Cannon : Pa Angel (non crédité)
- 1995 : The Grass Harp (en) : Eugene Fenwick
- 1995 : La Dernière Marche (Dead Man Walking), de Tim Robbins : Chaplain Farlely
- 1996 : Shaïlo (Shiloh), de Dale Rosenbloom : Judd Travers
- 1997 : Our God's Brother (pl) : Adam Chmielowski
- 1997 : À armes égales (G.I. Jane), de Ridley Scott : C. O. Salem
- 1998 : Puraido: Unmei no toki (en) : Procureur Joseph B. Keenan
- 1998 : Clay Pigeons : shérif Mooney
- 1999 : Shiloh II (Shiloh 2: Shiloh Season) : Judd Travers
- 1999 : The Debtors (en)
- 2000 : South of Heaven, West of Hell (en) : Clete Monroe
- 2000 : Way of the Gun (The Way of the Gun), de Christopher McQuarrie : Hale Chidduck
- 2001 : Animal ! L'Animal... (The Animal), de Luke Greenfield : Mayor
- 2001 : Pearl Harbor de Michael Bay : général George C. Marshall
- 2002 : Bark! : Harold
- 2002 : Zone violente (Coastlines) de Victor Nuñez : Pa Mann
- 2002 : Don't Let Go (en) : Jimmy Ray Stevens
- 2003 : Monster de Patty Jenkins : Horton / Last "John"
- 2003 : Le Dernier Samouraï (The Last Samurai) d'Edward Zwick : ambassadeur Swanbeck
- 2005 : Derrière le masque (Behind the Mask: The Rise of Leslie Vernon) de Scott Glosserman : Eugene
- 2005 : Junebug de Phil Morrison : Eugene Johnsten
- 2006 : Come Early Morning de Joey Lauren Adams : Lowell Fowler
- 2006 : Open Window : Eddie
- 2006 : Saving Shiloh (en) de Sandy Tung : Judd Travers
- 2006 : The Host de Bong Joon-ho : médecin militaire
- 2006 : The Sensation of Sight (en) d'Aaron J. Wiederspahn : Tucker
- 2007 : Les Femmes de ses rêves (The Heartbreak Kid) de Peter et Bobby Farrelly : Boo
- 2008 : Le Grand Stan (Big Stan) de Rob Schneider : Warden Gasque
- 2009 : For Sale by Owner de Robert J. Wilson : Dr Banks
- 2009 : Bottleworld d'Alexander Smith : Murray
- 2010 : Radio libre Albemuth de John Alan Simon : président Fremont
- 2011 : Dorfman de Brad Leong : Winston Cooke Senior
- 2017 : Hostiles de Scott Cooper : Cyrus Lounde

### Télévision

#### Séries télévisées
- 1986 : La Cinquième Dimension : Matthew Foreman
- 2000 : X-Files : Aux frontières du réel : Révérend Orison (saison 7 épisode 7 : Orison)
- 2001 : Les Experts (C.S.I.: Crime Scene Investigation) : Sam Braun
- 2003 : Karen Sisco : Homer
- 2005 : New York, police judiciaire : Ben Chaney
- 2011-2018 : The Walking Dead : Hershel Greene (saisons 2, 3, 4, invité saisons 7 (voix) et 9 - 35 épisodes)
- 2011 : Enlightened : Marv
- 2014 : Harry Bosch : Dr Guyot
- 2016 : Damien  : John Lyons (rôle principal)
- 2016 - 2019 : The OA : Abel Johnson (9 épisodes)

#### Téléfilms
- 1988 : Poursuite en Arizona (The Tracker) : John 'Red Jack' Stillwell
- 1988 : Jesse : Sam Maloney
- 1993 : Elvis and the Colonel: The Untold Story : Vernon Presley
- 1995 : Soul Survivors : Bradley Facemeyer
- 1999 : Jack Bull (The Jack Bull) : gouverneur
- 2002 : Guide Season : Charlie Hurnyak
- 2011 : Un combat, cinq destins (Five) : Bill

## Voix françaises
En France
| - Michel Ruhl (*1934 - 2022) dans : - Les Experts (série télévisée) - The Walking Dead (série télévisée) - Justified (série télévisée) - Harry Bosch (série télévisée) - Hostiles - Marc de Georgi (*1931 - 2003) dans : - Un château en enfer - Les flics ne dorment pas la nuit - Michel Fortin (*1937 - 2011) dans : - Flesh and Bone - Le Dernier Samouraï | Et aussi - Jacques Deschamps (*1931 - 2001) dans Dans la chaleur de la nuit - Patrick Dewaere (*1947 - 1982) dans Les parachutistes arrivent - Michel Papineschi dans Gatsby le Magnifique - Vincent Grass dans L'Étoffe des héros - Michel Bardinet (*1931 - 2005) dans Malone, un tueur en enfer - Jean-Claude Michel (*1925 - 1999) dans Young Guns 2 - Robert Darmel (*? - 2006) dans Judge Dredd - Philippe Catoire dans La Dernière Marche - Michel Paulin dans Pearl Harbor - Gabriel Le Doze dans Derrière le masque - Georges Claisse (*1941 - 2021) dans The OA (série télévisée) |